# Миколаївський морський торговельний порт
Микола́ївський морськи́й порт — одне з провідних державних підприємств транспортної галузі України з переробки, експортних, імпортних, каботажних вантажів, забезпечення транзитних перевезень різноманітних вантажів, як генеральних, так і навалювальних. Відповідно до Закону України «Про морські порти України» функції адміністрації морського порту Миколаїв виконує Миколаївська філія державного підприємства Адміністрації морських портів України.
В 2013 році, в результаті реформи морської галузі України, було створено державне підприємство «Адміністрація морських портів України» (скорочена назва ДП «АМПУ») для управління державним майном в морських портах країни і його ефективного використання, створення механізмів для залучення інвестицій в портову інфраструктуру для її розвитку і стабільної роботи бізнесу. Серед інших завдань АМПУ — підтримка паспортних глибин акваторій портів, забезпечення безпеки мореплавства та інше.
Миколаївський морський порт — одне з бюджетоутворюючих підприємств регіону, він входить до трійки найпотужніших морських портів України за обсягами перевалки вантажів операторами терміналів та включений до списку підприємств, що мають стратегічне значення для економіки України.

## Історія

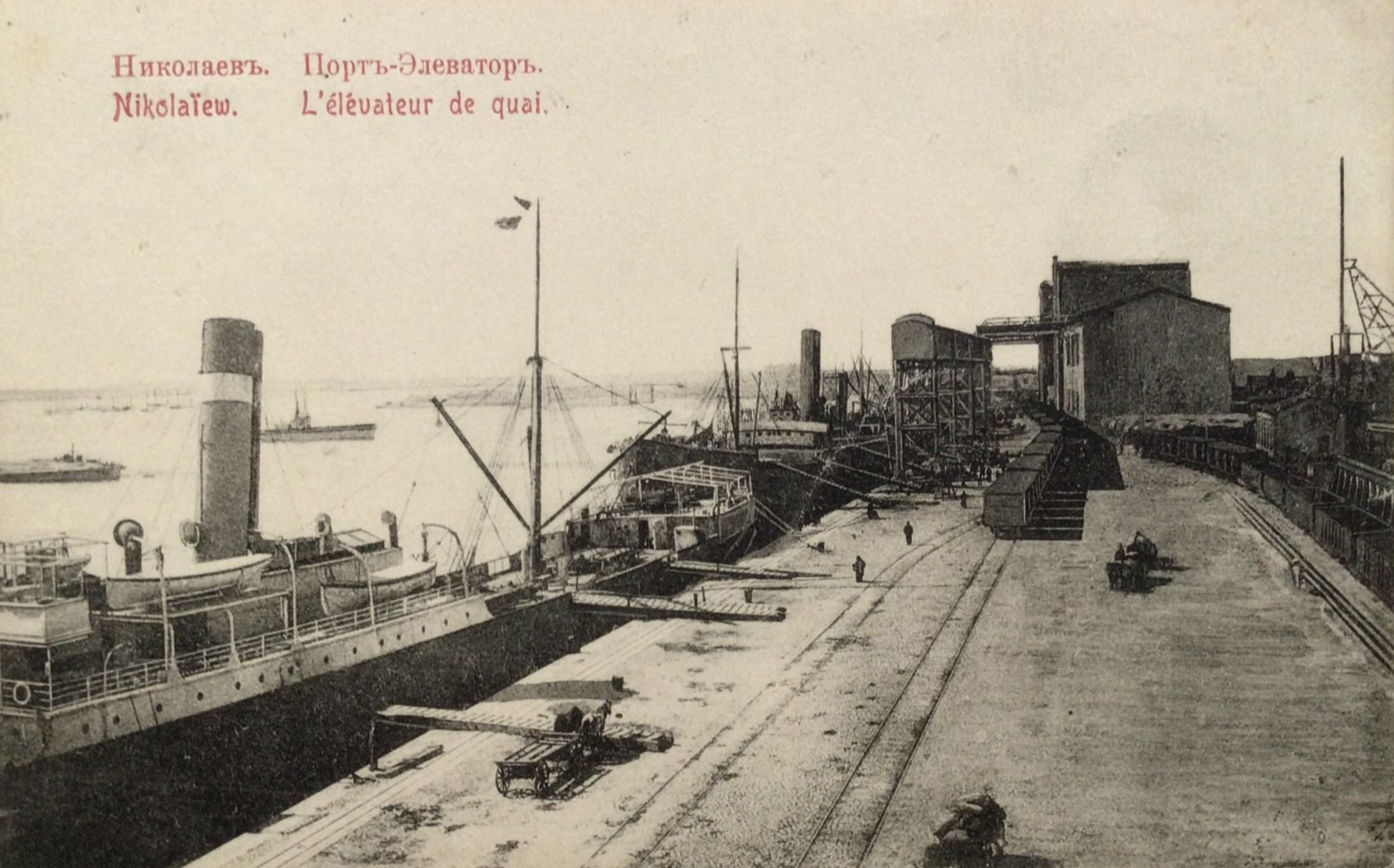
Миколаївський порт на початку XX століття

Миколаївський морський порт — один із найстаріших в Україні. 1789 року на лівому березі Інгулу, неподалік від будівлі адміралтейства, в районі нинішнього Дикого Саду, була заснована Вільна Гавань, що стала прародителькою нинішнього морського порту. 1821 через навігаційні складнощі її перенесли в район Попової балки (нинішні Ялти). Торговельним порт став 1 липня 1862 року, коли за клопотанням адмірала Богдана фон Глазенапа височайшим повелінням імператора Олександра II порт був відкритий для заходу іноземних суден. У порту почала функціонувати митниця 1-го класу.

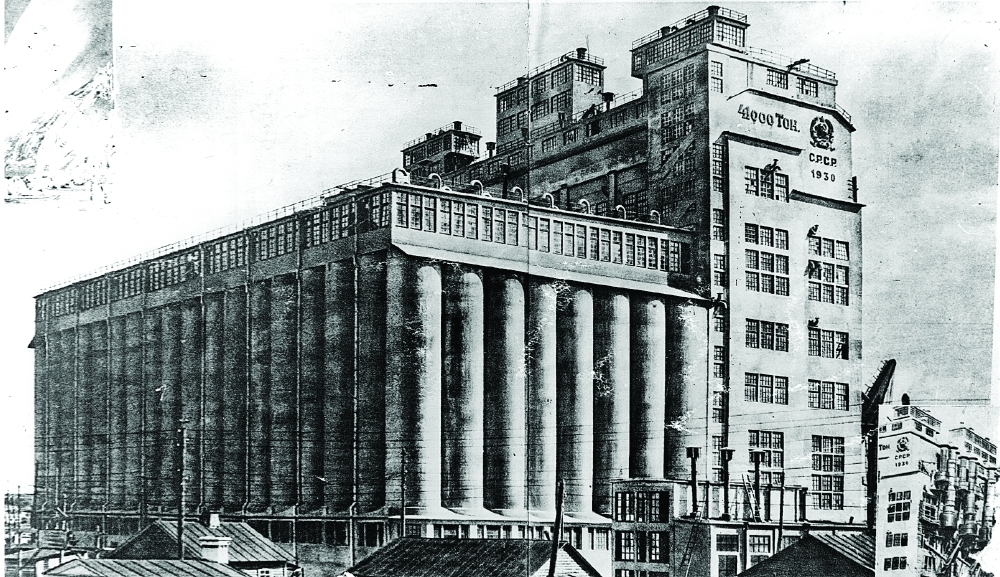
Миколаївський портовий елеватор у перші роки після будівництва

Вже через 13 років, у 1875 році, експортний вантажопотік Миколаївського комерційного порту сягав 184 тис. тонн. Порт продовжував розвиватися, і до кінця 1913 року загальний вантажообіг порту становив понад 2 млн тонн, з яких 80 % — це були сипучі (хлібні) вантажі, а близько 20 % — навалювальні. Основними експортними продуктами були залізна і марганцева руди, а також пшениця, жито, ячмінь та інші сільськогосподарські продукти. До початку Першої світової війни Миколаївський комерційний порт був третім у Росії після портів Петербурга й Одеси за обсягами експортної торгівлі, а за обсягами експорту зерна йому не було рівних серед портів Російської Імперії.
У 1930 на території порту збудували найбільший у Європі елеватор того часу.

## Сьогодення
У 2008 році Миколаївський морський торговельний порт досяг найвищого за роки його існування рівня вантажообігу — 9,2 млн тонн. Це дозволило йому отримати «Золоту тонну» — почесний знак відмінності, який вручається портам за досягнення рекордних у своїй історії результатів роботи.
У порту створені приватні стивідорні компанії, які працюють на принципах державно-приватного співробітництва.
За підсумками 2018 року сукупний обсяг перевалки вантажів стивідорними компаніями, які працюють в акваторії морського порту Миколаїв, становив 29,9 млн тонн (прим. з 2018 року в статистику перевалки вантажів по Миколаївському морському порту враховуються результати діяльності ТОВ «МСП Ніка-Тера» і ТОВ «СЗ «Океан»).  Причому, з перевалених вантажів 13,6 млн тонн склали хлібні вантажі, а  2,5 млн тонн - рослинні олії, що стало абсолютним рекордом 2018 року серед морських портів України.
У вересні 2019 року в порту завершено зерновий перевантажувальний термінал Posco і Orexim побудований на базі ПрАТ «Миколаївський комбінат хлібопродуктів». Потужність одночасного зберігання становить понад 140 тис. тонн.

### Російсько-українська війна
Станом на квітень 2024-го через війну у порту в Миколаєві заблоковано понад 100 суден, 30 з яких морського класу, а інші 70 змішаного чи річкового. 
За повідомленням Центру транспортних стратегій, частину флоту з Миколаївського порту було передислоковано на Дунай. Компанія Нібулон розбирали й транспортували свої плавзасоби суходолом, використовуючи великі автотягачі. А на своїй новій філії здійснили збірку. У компанії повідомляли, що таким чином вдалося перевезти чотири буксири, а також дві вантажно-розвантажувальні машини. Але більша частина флоту компанії все одно залишається у Миколаївському порту.

## Характеристики
Нині порт розташований на лівому березі річки Південний Буг, з'єднаний з Чорним морем Бузько-Дніпровсько-лиманським каналом (БДЛК), що проходить Дніпровським лиманом і річкою Південний Буг. Він починається біля острова Березань і тягнеться впродовж 44-х морських миль (близько 81,5 км). БДЛК складається із 13-ти колін, 6 з яких проходять Дніпровським лиманом, інші — річкою Південний Буг. Навігація в порту триває упродовж року. У зимовий період, коли акваторія замерзає, проведення суден здійснюють буксири.
- Довжина каналу — 44 милі;
- Ширина каналу — 100 м;
- Підхідний канал порту — 13-е коліно БДЛК:
  - ширина — 100 м,
  - довжина 1 520 м,
  - глибина — 11,2 м.
- Прохід по каналу можуть здійснювати судна довжиною до 215 м і осадкою до 10,3 м.

- Територія порту — 97,3 га;
- Акваторія порту — 342 га;
- Загальна протяжність причалів порту — 2 420 м (у тому числі 242,2 м — у портпункті Очаків);
- Допустима осадка біля причалів — 10,3 м (у прісній воді);
- Довжина залізничного полотна — 27 км;
- Кількість причалів — 23 державних та 14 приватних. 15 з державних причалів розташовані у межах режимної території порту; 5 — на території Дніпро-Бузького морського порту ТОВ «Миколаївський глиноземний завод»; 2 — на території портопункту «Очаків»; 1 — на Кінбурнській косі (як і попередні два не використовують у вантажно-розвантажувальних роботах).

## Транспортні коридори
Акваторія порту має зовнішній рейд на підході до Портпункту Очаків для обробки великотоннажних суден типу «Panamax» осадкою до 13,2 м.
До місця розташування Миколаївського порту тяжіють такі транспортні коридори:
- ТРАСЕКА — «Європа — Кавказ—Азія»;
- МТК № 7 — «Дунайський водний шлях»;
- NELTI — «Нова Євроазіатська Транспортна Ініціатива» (Північний Китай—Казахстан—Західна Європа

## Послуги
- Забезпечення бункерування водою, бонування судна;
- Зняття лляльних, стічних вод (крім баластних), суднового сміття;
- Організація робіт дератизації, дезінфекції, в тому числі води і ємностей, дезінсекції, фумігації вантажу і судна;
- Надання готелів для екіпажу;
- Енергозабезпечення та телефонізація;
- Швартові операції, буксирне забезпечення судів;
- Надання вільних причалів для проведення дрібного навігаційного ремонту суден, відстою та інших потреб;
- Оформлення вільної практики суден;
- Надання довідок про плавальний ценз;
- Оформлення свідоцтва моряка і продовження терміну його дії;
- Медичні послуги.

## Вантажі

### Генеральні вантажі
- металопродукція
- Пересувні технічні засоби
- Штучні в упаковці
- У транспортних пакетах
- Катно-бочкові
- Габаритні
- Лісоматеріали

### Наливні і навалочні вантажі
- Вугілля
- Руди різноманітні
- Чавун
- Окатиші
- Зернові
- Нафтоналивні
- Олія рослинна
- Патока
- Щепа
- Продукція глибокої заморозки

## Персоналії

### Начальники порту
- Георгій Баглай (1920—1923),
- Андріан Гончаров (1924—1928),
- Михайло Довженюк (1931—1934),
- Андрій Боровський (1934—1937),
- Андрій Петченко (1937—1941, 1944—1950),
- П. Г. Колесов (1952—1957),
- Харитон Греку (1957—1961),
- Микола Мовчан (1961—1981),
- Станіслав Стребко (1981–93),
- Валерій Хабаров (1993—2002),
- Олег Проточенко (2017 – 2018),
- Мітченко Сергій (2018 – 2019),
- Хабаров Дмитро (2019 – 2021),
- Медведик Олександр[4] (від 2021)